# Francisco Arce
Francisco Javier "Chiqui" Arce Rolón (phát âm tiếng Tây Ban Nha: [fɾanˈsisko xaˈβjeɾ ˈtʃiki ˈaɾse roˈlon]; sinh ngày 2 tháng 4 năm 1971) là một cựu cầu thủ và huấn luyện viên bóng đá Paraguay. Ông có sở trường là hậu vệ và thi đấu 61 trận cho đội tuyển Paraguay từ 1995 tới 2002. Ông hiện là huấn luyện viên của Club General Díaz.

## Thống kê sự nghiệp
Source:
| Đội tuyển Paraguay |      |     |
| Năm                | Trận | Bàn |
| 1995               | 5    | 0   |
| 1996               | 5    | 1   |
| 1997               | 12   | 0   |
| 1998               | 11   | 2   |
| 1999               | 5    | 0   |
| 2000               | 4    | 0   |
| 2001               | 6    | 1   |
| 2002               | 8    | 1   |
| 2003               | 4    | 0   |
| 2004               | 1    | 0   |
| Tổng cộng          | 61   | 5   |